# Старокурмашевська сільська рада
Старокурма́шевська сільська рада (рос. Старокурмашевский сельский совет) — муніципальне утворення у складі Кушнаренковського району Башкортостану, Росія. Адміністративний центр — село Старокурмашево.
Станом на 2002 рік існували Новокурмашевська сільська рада (села Бейкеєво, Ібрагімово, Новокурмашево, присілок Сюльтюп) та Старокурмашевська сільська рада (село Старокурмашево, присілок Кудушлібашево, селища Ахта, Горний). Пізніше присілок Горний був переданий до складу Кушнаренковської сільської ради.

## Населення
Населення — 1363 особи (2019, 1427 у 2010, 1523 у 2002).

## Склад
До складу поселення входять такі населені пункти:
| Населений пункт         | Населення, осіб (2002) | Населення, осіб (2010) |
| ----------------------- | ---------------------- | ---------------------- |
| Ахта, присілок          | 89                     | 73                     |
| Бейкеєво, присілок      | 183                    | 170                    |
| Ібрагімово, присілок    | 155                    | 128                    |
| Кудушлібашево, присілок | 51                     | 56                     |
| Новокурмашево, село     | 204                    | 201                    |
| Старокурмашево, село    | 692                    | 646                    |
| Сюльтюп, присілок       | 149                    | 153                    |